# Ултрамарин
Ултрамарин е тъмносин цветен пигмент, който първоначално е бил направен чрез смилане на лапис лазули на прах.[2] Неговият дълъг процес на смилане и измиване прави естествения пигмент доста ценен – приблизително десет пъти по-скъп от камъка, от който идва, и скъп колкото златото. Голяма част от разширяване употребата на ултрамарина може да се припише на Венеция, която исторически е била пристанището за влизане на лапис лазули в Европа.

## Етимология
Името „ултрамарин“ идва от латинското ultramarinus. Думата означава „отвъд морето“, тъй като пигментът е внесен от италиански търговци през 14-ти и 15-ти век от мини в Афганистан.
Ултрамаринът е най-доброто и скъпо синьо, използвано от ренесансовите художници. Често се използва за одеждите на Дева Мария и символизира святост и смирение. Той остава изключително скъп пигмент, докато през 1826 г. не е изобретен синтетичен ултрамарин.
Ултрамаринът е постоянен пигмент при идеални условия за съхранение. В противен случай е податлив на обезцветяване и избледняване.[8]